# Famous (álbum)
Famous es el cuarto álbum de estudio de la banda estadounidense Puddle of Mudd. Fue lanzado el 9 de octubre de 2007, sobre Flawless Records. Famous fue programado originalmente para ser lanzado en mayo, pero se retrasó para agregar más canciones para el álbum. El álbum también fue anunciado por la banda que se titulará Livin' on Borrowed Time, pero que fue cambiado a Famous después de que el nombre del primer sencillo.
La pista del título proporcionó el primer sencillo del álbum el 21 de mayo de 2007. "Psycho" seguiría como el segundo sencillo el 2 de noviembre famoso debutó en el número 27 en el Billboard 200 EE. UU., vendiendo cerca de 31 000 copias en su primera semana.

## Lista de canciones
| N.º | Título                           | Duración |  |
| 1.  | «Famous»                         | 3:16     |  |
| 2.  | «Livin' on Borrowed Time»        | 3:01     |  |
| 3.  | «It Was Faith»                   | 3:31     |  |
| 4.  | «Psycho»                         | 3:31     |  |
| 5.  | «We Don't Have to Look Back Now» | 3:42     |  |
| 6.  | «Moonshine»                      | 4:07     |  |
| 7.  | «Thinking About You»             | 3:42     |  |
| 8.  | «Merry-Go-Round»                 | 2:42     |  |
| 9.  | «I'm So Sure»                    | 4:33     |  |
| 10. | «Radiate»                        | 3:13     |  |
| 11. | «If I Could Love You»            | 3:11     |  |